# William Henry Sleeman
Sir William Henry Sleeman, rytíř Řádu britského impéria a rytíř Lázeňského řádu (8. srpna 1788 Stratton, Cornwall – 10. února 1856 poblíž Srí Lanky, Indický oceán) byl britský voják a úředník koloniální správy v Indii. Je proslulý zejména tím, že stál v čele britského tažení proti vražedné sektě Thugů. Její likvidace, kterou Sleeman přijal za své životní poslání, byla dokončena až po jeho smrti, nicméně základy pro její zničení spočívající v nalezení účinné strategie a rozbití jejích řídících struktur bylo ještě Sleemanovo dílo. Mimo to je známý i tím, že nalezl první asijské naleziště dinosauřích fosílií, zprávy o nalezištích a některé vzorky nálezů rozeslal do Londýna a Kalkaty. Na jeho počest byla pojmenována indická vesnice Sleemanabad.